# Kamenný Most (district de Nové Zámky)
Kamenný Most est une commune du district de Nové Zámky, dans la région de Nitra, en Slovaquie.

## Histoire
La première mention écrite du village date de 1271.

## Démographie

### Évolution de la population
| Année:               | 1994. | 2004.   | 2014.   | 2024.   |
| -------------------- | ----- | ------- | ------- | ------- |
| Nombre de personnes: | 1068  | 1044    | 1047    | 1032    |
| Différence:          |       | -2,24 % | +0,28 % | -1,43 % |

| Année:               | 2023. | 2024.   |
| -------------------- | ----- | ------- |
| Nombre de personnes: | 1036  | 1032    |
| Différence:          |       | -0,38 % |